# Mueble heráldico

Algunos Muebles del Escudo Heráldico.

Escudo de armas del municipio de Berna. En el escudo aparece un oso, que es un mueble sobre una banda, que es una pieza.

El mueble es un cargo o figura. Se le llama mueble a todo aquello que se pone sobre el escudo y que no es una pieza o parte del mismo, es lo que adorna, carga o acompaña el campo o la división de un escudo: animales, flores, objetos, etcétera. Un mueble heráldico es una figura que, en el arte heráldico, no se considera ni en la categoría de piezas, ni en la de particiones, las cuales, por definición, son inmuebles.
Los muebles son figuras (flor de lis, cruz, lambel, etc.) que no se extienden hasta el borde de la región que ocupan (salvo cuando son salientes), contrariamente a las piezas honorables, las líneas que delimitan los muebles están siempre trazadas, aun cuando tocan a las figuras del mismo fondo.
Un mueble no está destinado a ser representativo sino simbólico: es, por lo tanto, estilizado y su representación es generalmente convencional.
Los muebles repetidos son del mismo color. En caso contrario deben ser blasonados separadamente.
Un mueble puede estar surmontado o cargado con otro mueble.

## Orientación de los muebles
Los muebles pueden estar dispuestos sobre el campo o sobre las piezas honorables, aún sobre otras figuras.
Los muebles puestos sobre una banda están normalmente alineados (ver el ejemplo de Lorena), y tomar la orientación de esta, en un sentido o en otro según sea la dimensión principal del mueble, vertical u horizontal (ver el ejemplo del oso de Berna: de gules con una banda de oro cargada de un oso de sable armado, lampasado y vilenado de gules).
DiferenciaLas marcas de diferencia son piezas o muebles añadidos sobre un blasón existente para distinguirlas del blasón de origen mientras marca su filiación (ver brisura). Los muebles utilizados como marca de diferencia son pequeños y simplificados, al igual que los muebles secundarios y aún más que estos.
InscripcionesAlgunas de estas armas portan inscripciones: De azur con un león alado leopardado de oro teniendo un evangelio portando las palabras "pax tibi marce evangelista meus" en letras de sable, puesto sobre una terraza de sinople, con la punta de azur, que es de Venecia.
Las inscripciones son una creación más tardía en la heráldica, las armas primiticas siendo destinadas a ser comprendidas por todos, incluyendo entonces a la mayoría del pueblo analfabeta. Ellas se encuentran de manera corriente en los libros abiertos de armas universitarias.

## Lista de figuras y muebles
Aquí, una lista no exhaustiva, de subdivisiones de muebles heráldicos. Clasificación sin duda a ser aumentada en ciertos casos y categorías que deben ser agrupadas en otros: los puntos de vista sobre la clasificación heráldica son innumerables...

## Cargos comunes
Cargos comunes incluyen animales, peces y aves. Las descripciones heráldicas no necesitan, y usualmente no lo hacen, evocar las criaturas reales. Las criaturas míticas usadas en la heráldica son llamados a veces "monstruos". Objetos inanimados también son usados, muchos de ellos evocan diseños florales.

### Cargos simples
Algunos cargos figuran en el escudo como campo para otras figuras o muebles:
- Escusón: un pequeño escudo. Si está puesto en el centro del escudo principal, se dice que está en el corazón, y usualmente se utiliza para combinar múltiples abrigos. La práctica general sugiere que tendrá la misma forma del escudo en el que está, aunque una excepción notable la tenemos en el actual escudo de España.

- Losange: un rombo, evocando en su forma el diamante de los naipes. Un losange vacío es una macla; un losange perforado, por ejemplo con un hoyo circular, es un pardillo.

- Billete: un rectángulo, usualmente del doble de alto que de ancho; puede representar un bloque de madera o una hoja de papel. los billetes aparecen en el escudo de la casa de Nassau, que fue modificado para convertirse en el del reino de los Países Bajos.

- Bezante: un círculo sólido, a veces representando una moneda o una bala de cañón; un anillo es un bezante vacío.

Algunos otros cargos simples están lo suficiente presentes como para ser agrupados con estos:
- Creciente: un símbolo de la Luna, normalmente con sus cuernos hacia arriba; si sus cuernos están a la diestra representa una luna creciente, y con los cuernos hacia la siniestra representa una luna menguante.

- Flor de lis: ver Flores abajo.

- Cruz. Cuando la cruz no alcanza los bordes del campo, se convierte en un cargo común. La cruz griega (de brazos idénticos) y la cruz latina (con el brazo inferior más largo) son frecuentes, pero lo más habitual es que los extremos de los brazos se adornen de distintas formas. Otra variante común es la cruz de caballería, una cruz latina sobre una serie de escalones.

- Venera: la concha, que es un símbolo del peregrinaje.

- Mota de armiño: es propiamente un componente del forro, pero en ocasiones se presenta como cargo independiente.

- Gota: una gota de algún líquido, vista más frecuentemente en un campo sembrado que como un cargo simple.

- corazón: lo podemos encontrar por ejemplo en las armas del Reino de Dinamarca.

En la heráldica inglesa, una creciente, un anillo, una flor de lis o una rosa, entre otros, pueden ser añadidos como brisuras de las ramas de una familia para distinguirla de la línea mayor.

### Seres humanos o antropomorfos
Figuras de humanos, deidades, ángeles y demonios, sátiros, están presentes más frecuentemente como timbres y tenantes que en el escudo.
El grupo más grande de cargos humanos consiste en santos, usualmente el patrón de un pueblo. Caballeros, obispos, monjes y monjas, reyes o reinas son también usuales.
El salvaje u hombre salvaje usa sólo un taparrabos hecho de hojas y usualmente carga un garrote.
Figuras mitológicas greco-romana aparecen típicamente en un papel alegórico o parlante.
Los ángeles aparecen frecuentemente, pero seres angélicos de alto rango, tales como querubines, y serafines, son extremadamente raros. Un arcángel aparece en las armas de Arcángel. El Diablo (o un demonio) aparece en ocasiones, siendo derrotado por el arcángel San Miguel.
Aunque el tabú no es invariablemente respetado, en la heráldica británica en particular, y en mayor o menos medida extendido en la heráldica de los otros países, las apariciones de Dios o Cristo son mal vistas, aunque se debe hacer una excepción en las presentaciones continentales de la Virgen con Niño, incluyendo a la Madonna Negra y en las armas de Marija Bistrica de Croacia.
Hay raras ocurrencias de un "niño", con cabeza y cuerpo entero. Un famoso ejemplo del nacimiento de un niño de la boca de un dragón (el biscione) en las armas de los duques Visconti de Milán.

#### Razas y nacionalidades de humanos
Particularmente en Europa, el hombre es casi siempre presentado con tipo europeo, aunque se pueden encontrar excepciones.  Los "humanos" que se blasonan son raros, aunque hay algunos ejemplos.
Generalmente hablando, hay sólo un tipo de mujer: joven y rubia, con el cabello despeinado (aunque hay instancias ocasionales en las que el cabello está trenzado), y apareciendo más como busto que como cabeza.
Los amerindios ocasionalmente aparecen en la heráldica aunque más frecuentemente como tenante que como un cargo.
El moro es, de manera inexacta, mostrado como un africano (subsahariano), aunque James Parker dice que un "Africano" aparece en las armas de Routell.
Turcos aparecen frecuentemente en los Balcanes (p.e. la armería húngara, como enemigos derrotados). Existen muchas variaciones en la armería húngara, por ejemplo aparece la cabeza de turco atravesada por un sable, que puede estar en la pata de un animal. En otras ocasiones figuras de un soldado húngaro, o algún animal heráldico sostenía la cabeza del turco por sus cabellos.

#### Partes de cuerpos humanos
Las partes de cuerpos suceden más a menudo que el cuerpo entero, particularmente cabezas (de nacionalidades exóticas), corazones (siempre estilizados), manos y extremidades armadas.
Una famosa mano heráldica es la Mano Roja de Úlster, aludiendo a un incidente en la legendaria invasión de los Milesius.
Costillas se presentan en las armerías Ibéricas, parlando por Costa.
La familia italiana de Coglione portaba "cortado de gules y plata, tres pares de testículos invertidos". Este cargo ha sido, a veces, descrito y dibujado como un corazón invertido.
En la heráldica húngara un motivo común era el brazo apoyado en el codo sosteniendo un sable curvo. En ciertos casos aparecía el brazo envuelto en una armadura, en otros con ropa de color gules.

### Animales

#### Mamíferos
La bestia más frecuente en la heráldica es el león. Cuando está puesto como pasante mirante (caminando y de cara al espectador), se llama leopardo en el blasón francés.
Otras bestias frecuentemente vistas incluyen al lobo, al oso, al jabalí, al caballo, al toro o buey y al ciervo.
El tigre (a menos que sea blasonado como un tigre Bengalí) es una bestia imaginativa con un cuerpo de lobo, una melena y un hocico puntiagudo.
Perros (de varias razas) se presentan más seguido como crestas o soportes que como cargos.
El elefante es frecuentemente visto con un castillo sobre su dorso.
El unicornio se parece a un caballo con un solo cuerno, pero sus pezuñas están usualmente hendidas como las del venado.
El grifo combina la cabeza (con orejas), pecho, alas y patas delanteras del águila con la parte y patas traseras de un león. El grifón macho no tiene alas y su cuerpo está diseminado con púas. Un ejemplo notable del empleo de esta criatura mitológica en la heráldica son las armas de Pomerania.

#### Aves

Escudo del Tolima con un cisne azorado

- Escudo del Tolima con un cisne azoradoMerleta, una golondrina estilizada sin pico ni patas.
- Águila, dibujada con dos cabezas en las armas del Sacro Imperio Romano y algunas veces con tres cabezas en las armas de la Rusia imperial.
  - Aguilón, un águila sin picos ni patas, aparece en las armas del ducado de Lorena y en francés es un anagrama del nombre de la región (Lorraine - Alerion).
- Gallo
- Paloma
- Búho, que está asociado con la sabiduría y el aprendizaje, por tanto encontrado sobre todo en los escudos de armas de instituciones educativas.
- Cisne
- Pelícano
- Pavo real

#### Bestias marinas
Peces de varias especies aparecen como armas parlantes, p.e.: Delfín (una especie de animal convencional más que un animal natural) para el Delfinado de Vienne.
La venera (la concha de la vieira) se volvió una prueba del peregrinado al altar de Santiago de Compostela.
El león marino y el caballo-marino, como la sirena, combinan las partes delanteras de un mamífero con la cola de un pez, y una aleta dorsal en lugar de una melena. (Cuando el caballito de mar real se quiere blasonar se dice "hipocampo").
El perro marino y el lobo marino son cuadrúpedo pero con escamas, pies palmados y a veces una cola plana similar a la del castor.

#### Reptiles e invertebrados
- Serpiente

- La salamandra es presentada como un lagarto genérico rodeado de flamas.

- El dragón es un gran reptil con una lengua como de tenedor, ojos de águila, alas de murciélago y cuatro patas. El guiverno es un dragón con sólo dos patas.

- Las abejas y las colmenas aparecen como símbolos de laboriosidad; la abeja era el mueble favorito de Napoleón.

#### Partes
Las cabezas de animales también son cargos frecuentes, tales como las patas o las piernas del león, el ala (muchas veces emparejadas) del águila y la cornamenta de un ciervo.
Las cabezas de bestias cornadas (toro o ciervo) son típicamente representadas en recuentro: de frente, de manera que se vean los cuernos, y sin cuello visible. Otras cabezas se muestran de perfil. Si el cuello termina en una línea horizontal limpia, está 'recortado'; si lo hace en un borde rasgado está 'arrancado', como si hubiera sido separada del animal por la fuerza.
Algunas veces solo la mitad delantera de la bestia se muestra; por ejemplo, el león saliente y el león naciente están entre las formas más comunes de las crestas.

#### Actitud de los animales
La posición o la actitud, del cuerpo de la criatura también se describe.
En principio el cargo mira siempre a la izquierda, desde la perspectiva del espectador; en caso contrario se especifica:
- la cabeza de un animal leopardado mira al espectador,
- la cabeza de un animal alterado mira a la derecha, desde el punto de vista del espectador.

Los animales tienen a veces colores contrastantes: se dice que el cargo está armado si varían en color las garras y cuernos, lampasado si varía la lengua, vilenado si es de distinto color el pene, acornado en el caso de la cornamenta, uñado si las pezuñas, crinado en el caso del pelo.

##### Cuadrúpedos
- arrestado: de pie en cuatro patas
- aplomado: de pie en cuatro patas, guardante
- tendido: echados en el piso con la cabeza levantada
- galopante: corriendo - cuerpo horizontal, con las cuatro patas levantadas
- echado: durmiendo - echado en el piso con la cabeza baja
- afrontado: cabeza girada para ver al espectador
- pasante: caminando - parados en tres patas, una levantada
- rampante: de pie en su pata trasera izquierda, otra para levantada para pelear; esta es la posición más frecuente para los leones y animales similares, se omitían en los blasones tempranos
- alterado: cabeza girada hacia atrás sobre el hombro
- naciente: cuando aparece de otras piezas
- saltando: con ambas patas traseras en el piso y echado hacia adelante
- acrúpido: sentado en sus patas traseras, patas delanteras levantadas
- sentado y de frente: sentado en sus patas traseras, patas delanteras plantadas
- saltante: saltando, con ambas patas traseras en el piso
- parado: de pie en cuatro patas

##### Peces
Un pez de manera horizontal esta nadando; un pez de arqueado horizontal está en cabria curva.
Si no se especifica, se asume que está de manera vertical hacia arriba.

##### Serpientes
Las posiciones más frecuentes de las serpientes son deslizándose y anudada.
Un uróboros es una serpiente en círculo con la cola en su boca.
La cascabel, puede estar enrollada para atacar.

##### Aves
La terminología de las aves se basa en la posición de las alas.
- Si el ave no se muestra viendo al espectador, y las alas están extendidas, el ave está en vuelo

*(La actitud "en vuelo" también se le aplica a veces a los aviones.)
- Si las alas están dobladas, el aves está perchada.
- Si la cabeza del ave está hacia arriba, el ave está azorada (a punto de emprender el vuelo).
- Los cisnes y los patos a veces están nadando.[6]
- Hay varios ejemplos de gallos cacareantes.
- Una cigüeña parada en una pata está vigilante

### Plantas
Las plantas son extremadamente comunes en la heráldica y figuran entre los cargos más tempranos.
(Las armas coloniales de Tlemcen, Argelia son inusuales ya que contienen "plantas" genéricas.) El nabo, por ejemplo, es de los primeros en aparecer, así como el trigo.
Cuando la fruta de un árbol, rama, o similares se menciona, se hace generalmente porque tiene otro color, se dice frutado del color.
Las armas de la familia francesa Fenoyer provee uno de los pocos ejemplos en que el número de "piezas" del "frutado" se especifica.

#### Cultivos de grano
- El trigo aparece constantemente en la forma de fajos (y en campos en las armerías de la provincia de Alberta y otros tantos, y menos frecuentemente como espigas), aunque la mayoría se muestra de forma estilizada.
  - las espigas de trigo barbado se distinguen en las armas del 469.º Batallón de Apoyo del Ejército de los Estados Unidos.
- Las espigas de centeno se representan exactamente iguales a las del trigo, excepto que apuntan hacia abajo.
- El trigo con espigas anchas también se representa.
- Hay algunos ejemplos en donde se encuentra la cebada, el maíz y la avena.

#### Flores
La flor heráldica más famosa es la flor de lis, que a veces se dice que es un lirio estilizado (lys en francés significa literalmente lirio), aunque haya cierto debate sobre ello. El lirio "natural", un tanto estilizado, también ocurre (junto con la flor de lis) en las armas del Eton College.
La rosa es tal vez más frecuente que la flor de lis. Su forma heráldica se deriva del tipo "salvaje" con sólo cinco pétalos. A veces está barbada (el casco del botón, se asoma entre los pétalos) y sembrada en colores contrastantes.
El cardo aparece frecuentemente como símbolo de Escocia.
El trifolio, el tetrafolio y el quinquefolio son formas abstractas de flores.
- El trifolio supone estar siempre acompañado de un tallo, aunque hay por lo menos una excepción.
- El quinquefolio a veces se blasona fresa, especialmente cuando se blasona para Fraser.

La flor del trillium aparece ocasionalmente en un contexto canadiense, y la flor protea aparece constantemente en Sudáfrica.

#### Frutas
Las manzanas y racimos de uvas aparecen muy frecuentemente, otras frutas casi no.

#### Árboles
Cuando la especie de un árbol se especifica, se dibuja de una manera estilizada para que su fruto (si se blasona como "frutado", y que puede ser necesario para distinguir los tipos de árboles) y la forma de sus hojas son conspicuas.
El árbol más frecuente, y por mucho, es el roble, seguido del pino.
Si un árbol está "arrancado" se muestra como si hubiera sido sacado del suelo, exponiendo las raíces. "Nurido", es el término usado cuando se representa sin raíces.
En heráldica portuguesa, aunque también se pueden llegar a encontrar casos en otros países, los árboles son representados, en ocasiones, sin corteza.

#### Otras plantas
- El arce suele aparecer únicamente bajo la forma de la hoja de arce (y ocasionalmente semillas).[8]
- Las nueces se blasonan simplemente como "nueces" (puestas como avellanas) aunque la nuez que aparece más frecuentemente es la bellota, usualmente rota por una ardilla, y constantemente con el roble.
- El pasto se especifica, a veces, en los "montes verdes" que cargan el escudo.
- La retama, símbolo de los Plantagenet, también aparece ocasionalmente.
- El helecho se representa casi siempre como "genérico" y maduro pero en las armas de John Leighton Williamson tienen un helecho avestruz.
- Cáñamo: en las armas parlantes de Chennevières les Louvres, en el departamento de Valle del Oise.

### Cargos inanimados

#### Astronómicos
El sol es un disco con doce o más rayos ondulados, o alternando rayos ondulados y rectos.
La luna está ocasionalmente representada "en plenitud" (llena), distinguida de un roel de plata por tener una cara; pero las crecientes son más frecuentes.
A veces las estrellas tienen los picos ondulados y las estrellas polares también son diferenciadas.

#### Clima
- Las nubes aparecen con frecuencia, aunque más frecuentemente para personas o animales que están parados sobre o salientes de ellas, más que como cargos aislados.
- En términos de precipitaciones de nubles, la lluvia como tal no aparece,
- y el copo de nieve (blasonado como "cristal de nieve"[9]) es una aparición reciente,
- aunque la bola de nieve hizo lo propio hace algunos siglos.

#### Geología y geografía
El cargo más antiguo de esta clase es el monte, típicamente una colina verde naciendo del borde más bajo del campo, proveyendo un lugar para que una bestia o un edificio aparecieran. Esta característica es muy común en las armas de Hungría.
Un cargo distintivo de las armas italianas es un monte estilizado como una 'pirámide' de tres o seis cilindros abovedados.
Las montañas y peñascos naturales no son desconocidos, aunque las cadenas de montañas se muestran de manera diferente. Un ejemplo son las armas de Edimburgo, presentando al Castillo de Edimburgo sobre Castle Rock. También aparecen volcanes, casi sin excepción, haciendo erupción y ésta está generalmente estilizada.
En el siglo XVIII, los paisajes comenzaron a aparecer en las armerías, muchas veces representando sitios de batallas. Por ejemplo, el almirante Nelson recibió un jefe de aumento conteniendo un paisaje que aludía a la Batalla del Nilo.

#### Herramientas
Las herramientas incluyen:
- hachas, incluyendo el piolet, el pico y la alabarda
- martillos, ocasionalmente de tipos específicos
  - mandarria
- pala
- hoz
- escaleras típicamente toman al forma de escaleras de asedio.
- balanzas
- tijeras
- antorchas, lámparas o velas

La rueda es casi siempre una rueda de carruaje.

#### Naves, barcos y transporte acuático
Naves de varios tipos aparecen frecuentemente, el más usual siendo una galera antigua. También son frecuentes las anclas y los remos.

#### Vestimentas
Las hebillas parecen frecuentemente, incluyendo la hebilla de Oise, bastante estilizada.
El sombrero eclesiástico y la mitra obispal son muy comunes.
Las coronas de varios tipos son vistan de manera constante.
La manga es una manga de dama, altamente estilizada, semejando una letra "M" extravagantemente escrita; en el blasón francés se le llama manche mal taillée, manga mal cortada.

#### Edificios
Por mucho, el edificio más frecuente en la heráldica es la torre, un cilindro afilado de masonería coronado de almenas, usualmente teniendo una puerta y algunas ventanas. Un castillo son dos torres unidas por una pared; pero las armas parlantes del Reino de Castilla es de gules a una torre con tres torrecillas de oro.
- La torre de ajedrez común sería indistinguible de una torre; la torre de ajedrez heráldica, en lugar de almenas, tiene dos "cuernos" salientes.
- La puerta de un castillo suele estar asegurada por un rastrillo. Este cargo era usado como un cargo parlante por los Tudor (en inglés pronunciado como two-doors, "dos puertas"), y desde entonces ha representado al Parlamento Británico.

Las armerías cívicas y eclesiásticas muestran frecuentemente una iglesia o todo un pueblo.
Algunas veces se representan edificios específicos; p.e. el escudo de la ciudad de Edimburgo tiene una representación del Castillo de Edimburgo sobre Castle Rock.
Los puentes, también se describen de formas muy variadas y aparecen con frecuencia.
Las columnas aparecen también.

#### Industriales
- Cargos relacionados con la industria incluyen los engranes.
- Llaves (tomando una forma similar a una llave maestra) aparece frecuentemente, particularmente en alusión a San Pedro.

#### Música
Los instrumentos musicales comúnmente vistos son el arpa (como en el escudo de Irlanda), la campana y la trompeta. El tambor, casi sin excepción, es un tambor de campo.

#### Armas y milicia
La espada es a veces un símbolo de autoridad, como en las armas reales de los Países Bajos, pero más frecuentemente alude a San Pablo, como patrón de un pueblo (p.e. Londres) o a San Martín, que también tiene como atributo hagiográfico una espada o dedicado a una iglesia.
Otras armas aparecen más frecuentemente en la heráldica moderna que en la temprana.
- El trofeo es una colección de armadura y armas.
- Los arcos incluyen el arco largo inglés y la ballesta. Las flechas aparecen también.
- El cañón (y sus balas).
- La daga hace apariciones frecuentes en la heráldica escocesa.
- La granada tiene una aparición similar a la bala de cañón con flamas saliendo de ella y una orilla achatada.
- El mazo aparece como un arma además de como símbolo de autoridad.
- La lanza.
- El abrojo.

Banderas de varios tipos aparecen ocasionalmente como cargos.